# ヴェルビカーロ
ヴェルビカーロ（イタリア語: Verbicaro）は、イタリア共和国カラブリア州コゼンツァ県にある、人口約2,900人の基礎自治体（コムーネ）。

## 地理

### 位置・広がり

#### 隣接コムーネ
隣接するコムーネは以下の通り。
- グリゾリーア
- オルソマルソ
- サン・ドナート・ディ・ニネーア
- サンタ・マリーア・デル・チェドロ